# 孟德利
孟德利（1955年3月—），男，汉族，陕西泾阳人，中华人民共和国政治人物，曾任西藏自治区人民政府副主席、党组副书记、顾问。